# John Jeffrey Rakovec, pl. Raigersfeld
John Jeffrey Rakovec, plemeniti Raigersfeld, angleški admiral slovenskega rodu, * 1770, † 1844.

## Življenjepis
Kontraadmiral Rakovec je bil sin avstrijskega svetnika barona Janeza Luke Rakovca, pl. Raigersfelda, ki je služboval v londonskem veleposlaništvu (družina izvira iz Ljubljane).
Rakovec je sodeloval v napoleonskih vojnah, v kateri se je pod poveljstvom admirala Nelsona boril proti Francozom.